# Adikaratti
Adikaratti es una ciudad y nagar Panchayat situada en el distrito de Nilgiris en el estado de Tamil Nadu (India). Su población es de 14178 habitantes (2011). Se encuentra a 60  km de Coimbatore .

## Demografía
Según el censo de 2011 la población de Adikaratti era de 14178 habitantes, de los cuales 6822 eran hombres y 7356 eran mujeres. Adikaratti tiene una tasa media de alfabetización del 81,51%, superior a la media estatal del 80,09%: la alfabetización masculina es del 90,42%, y la alfabetización femenina del 73,28%.